# Christine Mukamutesi
Christine Mukamutesi (sinh ngày 24 tháng 12 năm 1983) là một vận động viên chạy cự ly trung bình người Rwanda. Cô đã thi đấu ở nội dung 800 mét nữ tại Thế vận hội Mùa hè 2000.